# Arnold Schulz
Arnold Schulz (ur. 25 stycznia 1943 w Gębicach, zm. 13 lipca 2024) – niemiecki siatkarz, medalista igrzysk olimpijskich i mistrzostw świata.

## Życiorys
Schulz był w składzie reprezentacji Niemiec Wschodnich podczas igrzysk 1968 w Meksyku. Zagrał we wszystkich dziewięciu meczach, po których drużyna NRD zajęła 4. miejsce. Tryumfował z reprezentacją na rozgrywanych w Bułgarii mistrzostwach świata 1970. Schulz wystąpił także na igrzyskach 1972 odbywających się w Monachium. Zagrał we wszystkich pięciu meczach fazy grupowej, wygranym półfinale ze Związkiem Radzieckim oraz w przegranym finale z Japonią.
Grał w klubie SC Leipzig, z którym 7 razy wywalczył mistrzostwo krajowe w roku 1965 i w latach 1967-1972.